# Coenaletidae
Coenaletidae  (лат.) — семейство коллембол из отряда Entomobryomorpha. Включает 1 род. Единственное семейство в составе надсемейства Coenaletoidea Bellinger, 1985. Центральная Америка и Юго-Восточная Азия.

## Описание
Отличаются сильно склеротизированным и дорзовентрально сплющенным телом (внешне напоминая постельных клопов); абдоминальные сегменты 3—4 слиты, но сегменты 5—6 отчётливые (5-й самый крупный и занимает большую часть тела), отделены друг от друга. Усики состоят из 4 члеников. Длина тела около 2 мм; голова — 0,3 мм, усики — 0,4 мм, брюшко — около 1 мм. Пронотум редуцированный. Глаз нет.

## Систематика
1 род Coenaletes и 2 вида. Первый представитель был описан в 1980 году в одной из последних статей энтомолога S. Jacquemart,  когда он обнаружил новый для науки вид Actaletes vangoethemi в качестве комменсала наземного краба Coenobita rugosa Milne Edwards из Новой Гвинеи (Decapoda: Coenobitidae из надсемейства раки-отшельники; Van Goethem and Hanssens, 1982). Семейство Coenaletidae было выделено в 1985 году П. Беллингером (Peter F. Bellinger) и принадлежит к отряду Entomobryomorpha (надсемейство Coenaletoidea).
- Coenaletes caribaeus Bellinger, 1985 — Гваделупа, Доминиканская Республика,  Мексика.[1]
- Coenaletes vangoethemi (Jacquemart, 1980) — Новая Гвинея.[5][7] (=Actaletes vangoethemi)